# Robert III van Artesië

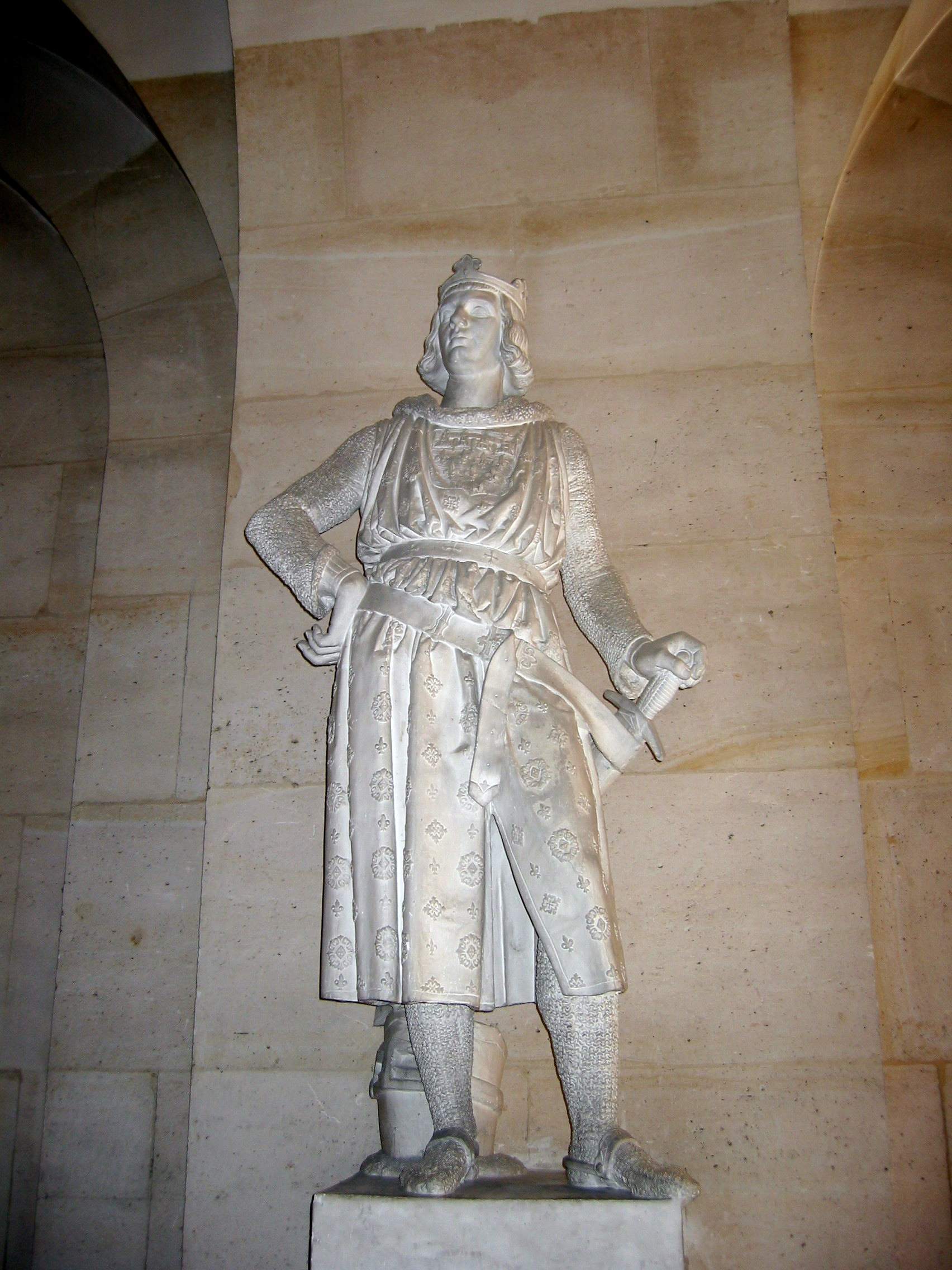
Standbeeld van Robert III van Artesië aan het Kasteel van Versailles.

Robert III van Artesië (1287-1342) was van 1298 tot 1331 heer van Conches-en-Ouche, Domfront en Mehun-sur-Yèvre, van 1309 tot 1331 graaf van Beaumont-le-Roger en van 1341 tot aan zijn dood graaf van Richmond. Hij behoorde tot het huis Capet.

## Levensloop
Robert was de zoon van Filips van Artesië, zoon van graaf Robert II van Artesië, en diens echtgenote Blanche, dochter van hertog Jan II van Bretagne. 
In september 1298 stierf zijn vader aan de verwondingen die had opgelopen bij de Slag bij Bulskamp in augustus 1297 tegen het graafschap Vlaanderen, waarna Robert III hem opvolgde als heer van Conches-en-Ouche, Domfront en Mehun-sur-Yèvre. De vroege dood van zijn vader was een indirecte oorzaak van het dispuut over de erfopvolging in Artesië. Nadat zijn grootvader Robert II in 1302 was gesneuveld in de Guldensporenslag, erfde niet Robert III maar zijn tante Mathilde het graafschap Artesië. Robert was nog te jong om zich daar tegen verzetten, maar deed dat later wel. De vete en de intriges tussen Mathilde en Robert vonden plaats in een periode van groeiende spanningen tussen Frankrijk en Engeland, die resulteerden in de Honderdjarige Oorlog. In 1309 kreeg Robert in ruil voor het graafschap Artesië in apanage het graafschap Beaumont-le-Roger.
Robert speelde een belangrijke rol bij de troonsbestijging van koning Filips VI van Frankrijk in 1328. Hij was enige tijd een trouwe adviseur van Filips en probeerde een zekere invloed uit te oefenen in de koninklijke raad om zo het graafschap Artesië te bemachtigen. Na de dood van zijn tante Mathilde in 1329 ging het graafschap Artesië naar haar dochter, gravin Johanna II van Bourgondië. Robert heropende vervolgens de zaak rond de erfopvolging in Artesië, waarna het graafschap onder de controle van de Franse koning werd geplaatst. Om het graafschap te bemachtigen, gebruikte Robert in 1331 een vervalst testament waarin de laatste wil van zijn vader stond vermeld, opgesteld door Jeanne de Divion. Het bedrog werd echter ontdekt en Robert verloor alle hoop om het graafschap Artesië te bemachtigen. Jeanne de Divion werd veroordeeld tot de brandstapel, terwijl alle landerijen van Robert door koning Filips VI van Frankrijk werden geconfisqueerd en zijn echtgenote en zonen gevangen werden gezet. 
In 1332 vluchtte Robert weg uit Frankrijk om aan een arrestatie en executie te ontsnappen, waarna hij onderdak vond bij zijn neef markgraaf Jan II van Namen. Filips VI gaf vervolgens aan de bisschop van Luik het bevel om het markgraafschap Namen aan te vallen. Robert III besloot daarna om naar het hof van hertog Jan III van Brabant te vluchten. Filips VI wendde opnieuw zijn invloed aan om een oorlog tegen het hertogdom Brabant te beginnen, waarna Robert verbannen werd naar Engeland. Daar vestigde hij zich aan het hof van koning Eduard III van Engeland, die hij ervan probeerde te overtuigen om een oorlog tegen Frankrijk te starten om Artesië terug te eisen. Hij werd lid van de koninklijke raad van Engeland en speelde veel informatie van het Franse hof door aan Eduard. Volgens verschillende kroniekschrijvers was de invloed van Robert aan het Engelse hof een directe aanleiding van de Honderdjarige Oorlog
In de Honderdjarige Oorlog nam hij deel aan de militaire campagnes van koning Eduard III van Engeland. Zo nam hij het commando op van de gezamenlijke Engelse en Vlaamse troepen bij de Slag bij Saint-Omer in 1340. Uiteindelijk bezweek Robert tijdens de Bretonse Successieoorlog aan dysenterie, nadat hij gewond was geraakt bij de terugtrekking uit de stad Vannes in november 1342. Hij werd aanvankelijk bijgezet in de kerk van Blackfriars in Londen, maar later werd zijn lichaam overgebracht naar St Paul's Cathedral.
In 1341 volgde hij hertog Jan III van Bretagne op als graaf van Richmond, wat hij bleef tot aan zijn dood. Hij werd in deze functie opgevolgd door Jan van Gent, de graaf van Lancaster.

## Huwelijk en nakomelingen
Rond 1320 huwde Robert met Johanna (1304-1363), dochter van graaf Karel van Valois. Ze kregen zes kinderen:
- Lodewijk (1320-1326/1329)
- Jan (1321-1387), graaf van Eu
- Johanna (1323-1324)
- Jacob (1325-1347)
- Robert (1326-1347)
- Karel van Artesië (1328-1385), graaf van Longueville en Pézenas, getrouwd in 1360 met Jeanne de Baucay. Zij kregen een zoon Louis (b. 1362) die jong stierf.

## Voorouders
| Voorouders van Robert III van Artesië(1269-1298) | Voorouders van Robert III van Artesië(1269-1298)                          | Voorouders van Robert III van Artesië(1269-1298)                          | Voorouders van Robert III van Artesië(1269-1298)                          | Voorouders van Robert III van Artesië(1269-1298)                          | Voorouders van Robert III van Artesië(1269-1298)                   | Voorouders van Robert III van Artesië(1269-1298)                   | Voorouders van Robert III van Artesië(1269-1298)                              | Voorouders van Robert III van Artesië(1269-1298)                              |
| ------------------------------------------------ | ------------------------------------------------------------------------- | ------------------------------------------------------------------------- | ------------------------------------------------------------------------- | ------------------------------------------------------------------------- | ------------------------------------------------------------------ | ------------------------------------------------------------------ | ----------------------------------------------------------------------------- | ----------------------------------------------------------------------------- |
| Overgrootouders                                  | Robert I van Artesië (1216-1250) ∞ 1200 Machteld van Brabant (1224-1288)  | Robert I van Artesië (1216-1250) ∞ 1200 Machteld van Brabant (1224-1288)  | Peter van Courtenay (1218-1250) ∞ Pétronille of Joigny (-1289)            | Peter van Courtenay (1218-1250) ∞ Pétronille of Joigny (-1289)            | Jan I van Bretagne (1217-1286) ∞ Blanche van Navarra (1226-1283)   | Jan I van Bretagne (1217-1286) ∞ Blanche van Navarra (1226-1283)   | Hendrik III van Engeland (1207-1272) ∞ 1236 Eleonora van Provence (1223-1291) | Hendrik III van Engeland (1207-1272) ∞ 1236 Eleonora van Provence (1223-1291) |
| Grootouders                                      | Robert II van Artesië (1250-1302) ∞ 1200 Amicie van Courtenay (1250-1275) | Robert II van Artesië (1250-1302) ∞ 1200 Amicie van Courtenay (1250-1275) | Robert II van Artesië (1250-1302) ∞ 1200 Amicie van Courtenay (1250-1275) | Robert II van Artesië (1250-1302) ∞ 1200 Amicie van Courtenay (1250-1275) | Jan II van Bretagne (1239-1305) ∞ Beatrix van Engeland (1242–1275) | Jan II van Bretagne (1239-1305) ∞ Beatrix van Engeland (1242–1275) | Jan II van Bretagne (1239-1305) ∞ Beatrix van Engeland (1242–1275)            | Jan II van Bretagne (1239-1305) ∞ Beatrix van Engeland (1242–1275)            |
| Ouders                                           | Filips van Artesië (1269-1298) ∞ Blanche van Bretagne (1250-1275)         | Filips van Artesië (1269-1298) ∞ Blanche van Bretagne (1250-1275)         | Filips van Artesië (1269-1298) ∞ Blanche van Bretagne (1250-1275)         | Filips van Artesië (1269-1298) ∞ Blanche van Bretagne (1250-1275)         | Filips van Artesië (1269-1298) ∞ Blanche van Bretagne (1250-1275)  | Filips van Artesië (1269-1298) ∞ Blanche van Bretagne (1250-1275)  | Filips van Artesië (1269-1298) ∞ Blanche van Bretagne (1250-1275)             | Filips van Artesië (1269-1298) ∞ Blanche van Bretagne (1250-1275)             |